# 時尚娃娃

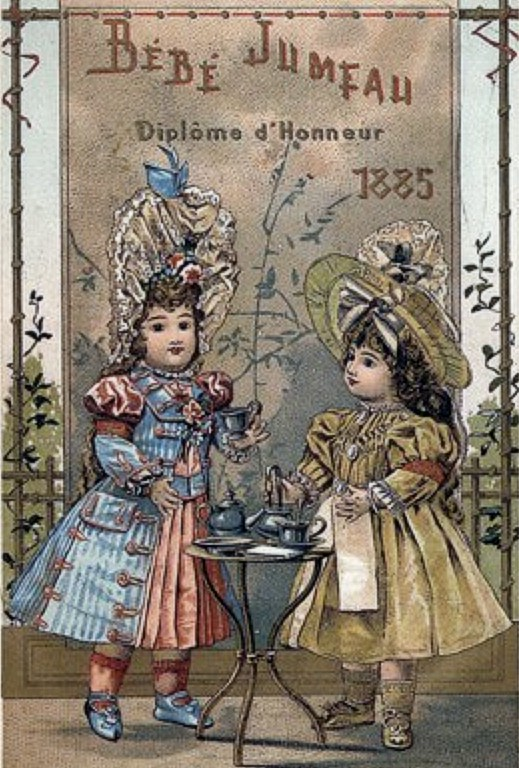
1885年Jumeau公司推出的陶器娃娃

時尚娃娃（英語：Fashion Doll）或稱時裝娃娃、洋娃娃，主要是設計來反映時尚潮流穿著的娃娃。其製造是作為兒童的玩具，同時也作為成年收藏者的收藏品。這些娃娃通常是仿造少女或成年婦女，偶然也有一些男性、小孩以及異種角色人偶。當代時尚娃娃通常由塑料或其他塑料所製成。
最早的時尚娃娃是19世紀中葉的法國陶器娃娃。芭比娃娃是由美國玩具公司美泰兒在1959年發表，並隨後改為兒童玩具。芭比的尺寸為11.5英寸（290毫米），這樣的設定經常使用的其他製造商做為參考標準。但時尚娃娃已有許多不同的尺寸，從10.5英寸（270毫米）變化到36英寸（900毫米）。

## 歷史
最早的時尚娃娃是來自法國公司的陶器娃娃。這項潮流主導市場約1860年代到1890年代之間。他們是由來表示女性長大成人和供富裕家庭的子女玩和穿著當代潮流時裝。這些娃娃是來自Jumeau, Bru, Gaultier, Rohmer, Simone and Huret這些公司，而他們的頭在德國製造。在巴黎的Passage Choiseul地區附近產生了製作的服裝和配件的娃娃產業。像孩兒樣子的素陶娃娃出現在19世紀中葉，接近世紀末時超越市場。
芭比娃娃是由美國玩具公司美泰兒在1959年推出的，靈感來自於德國Bild Lilli娃娃。芭比一直是時尚娃娃玩具市場重要的成員。
許多時尚娃娃身體線條的架構大多來自芭比，或推出其他角色替代芭比「完美」曲線的形象。Tammy娃娃是由理想玩具公司於1962年推出的。標榜“你愛打扮的娃娃”（The Doll You Love to Dress），Tammy娃娃被刻畫是一個美國青少女，比國際化的芭比娃娃更有鄰家感。Sindy仙蒂娃娃由英國Pedigree Dolls & Toys公司於1963年創建為與芭比競爭的一個健康形象玩偶。在60年代末和70年代初的理想玩具公司發布了幾個頭髮長度可調的大型時尚娃娃，Crissy娃娃系列為16吋和Velvet娃娃系列為18吋；在1973年英國設計師瑪麗·匡特的Daisy娃娃選擇由70年代當代時尚定量設計的；於2010年代起最具代表性的鄰家時尚娃娃就是來自愛爾蘭的Lottie娃娃。
80年代芭比最大的競爭對手是孩之寶的芙蓉仙子Jem and the Holograms，是為美國版的我係小忌廉；美泰兒就推出Barbie and the Rockers與其競爭。90年代的孩之寶得到仙蒂的版權後，曾把她「長大」至芭比一樣的年紀推出市場發售，直到2000年代Pedigree與新合作伙伴New Moon才把仙蒂回復原來的年紀。
Bratz貝姿娃娃於2001年上市，設計者為Carter Bryant，並由加州玩具公司MGA Entertainment所製造。它們的特徵是大頭、瘦身體以及有光澤的嘴唇，其更為現代、時尚的作風曾擊敗芭比的地位，然而它是宣揚著消費主義，加上太性感的打扮，遭受著大量家長和兒科組織的批評。美泰兒於2002年推出My Scene和2003年推出Flavas與Bratz競爭，但成效不大。之後它於2009年推出Monster High精靈高中娃娃，以奇幻、善良化的恐怖片角色，加上青春期成長的煩惱作為基礎，才漸漸收復市場失地。
迪士尼公主娃娃（包括冰雪奇緣系列）於2000年代首先在美泰兒推出，然而它為自家品牌芭比與貝姿競爭，就將迪士尼公主娃娃冷落。加上美泰兒在2013年又推出以傳統童話後代做賣點的Ever After High 童話高中觸怒了迪士尼，迪士尼就將迪士尼公主娃娃轉向其下所收購的娛樂公司------漫威和盧卡斯影業的專屬玩具公司孩之寶出品，之後迪士尼更推出自己的童話後代Descendants 星光繼承者加以競爭。直到十年後2023年，迪士尼公主娃娃才再次由美泰兒發行。
亞洲時尚娃娃是由亞洲製造商生產的，主要目標是亞洲市場。布萊絲娃娃配有超大的頭和變色的眼睛，最初是由美國肯納公司所做，但現在是由日本公司Takara Tomy生產的。另一個大頭娃娃普利普娃娃於2003年在韓國創造。日本銷售給兒童的時裝娃娃包括1967年的莉卡娃娃和1982年由Takara Tomy推出的珍妮娃娃，韓國的미미和쥬쥬都有珍妮的影子。中國就在2004年推出具代表性的可兒娃娃，外相五官與日後美泰兒的精靈高中娃娃和童話高中娃娃有點相似。阿拉伯國家就以芙拉娃娃代替芭比銷售給伊斯蘭地區和中東國家的兒童；她的形象設計大致上在1999年左右開始，在2003年年底正式上市。
在90年代中期出現大型時裝娃娃，主要有Ashton-Drake的Gene Marshall、Tonner公司的Tyler Wentworth、Madame Alexander的Alexandra Fairchild Ford、以及Disney Store限量收藏系列，他們大約15.5到16英寸（395到410毫米），比其他普通的時裝娃娃高大。這些娃娃大多銷售給成年收藏家。

## 著名牌子
- 美國
  - 芭比娃娃
  - 慕斯女孩（台譯梅西娃娃Moxie Girlz[11]）
  - 貝姿娃娃（Bratz[12]）
  - 亚历山大女士娃娃（Madame Alexander Doll）
  - 迪士尼公主
  - 诺维星娃娃（Novi Stars）
  - L.O.L. Surprise OMG 和  LOL Surprise Tweens
  - 花炮布袋娃娃(Na!Na!Na! Surprise)
  - 小慧與小華（Vi and Va）
  - Dream Ella
  - Lammily娃娃[13]
  - 芙蓉仙子（Jem）
  - She-Ra
  - 我的主張（My Scene）
  - 可麗貝拉娃娃（Clea Bella）
  - 蕾姬娃娃（Leggy）
- 美國從2010年起發售的精靈高中，正式打開了時尚娃娃「高中生系列」的子分類競爭。這系列通常會搭配動畫泡麵番、動畫電影、真人劇的放映而發售。現時牌子有：
  -     - 精靈高中（Monster High）
    - 貝姿女巫（Bratzillaz）
    - 小馬國女孩（Equestria Girls）
    - 童話高中（Ever After High[14]）
    - 星光繼承者（Disney Descendants[15]）
    - 少女特務計畫/智潮蜜探（Project MC2[16]）
    - DC女俠高中/DC超級英雄小女孩（DC Super Hero Girls[17]）
    - 銀河樂隊（Star Darlings）
- 日本
  - 莉卡娃娃（Licca，90年代改編動畫版可見此）
  - Elly-chan (エリーちゃん，由大創百貨所推出的低成本版Licca)
  - 珍妮娃娃
  - 桃子娃娃（Momoko）
  - 朵瑟娜娃娃（Dollcena）
  - 安妮絲娃娃（Annz）
  - AZONE娃娃
  - SD娃娃（Super Dollfie）
  - DD娃娃（Dollfie Dream）
- 中東
  - 芙拉娃娃
  - 拉贊妮娃娃（Razanne）
  - 嘉蜜拉（Jamila）
  - 阿羅莎娃娃（Arrosa）
  - 阿拉伯老友記（Arabian Friends，現時娃娃停止出新款，轉至兒童文具發展）
- 韓國
  - MIMI娃娃（MIMI，미미在官方漢字意思為「美美」）[18]
  - 珠珠娃娃（Jouju，쥬쥬）
  - 佩莉普娃娃（Pullip）
- 歐洲
  - 仙蒂娃娃（Sindy，英國）
  - 魔法俏佳人（意大利，分為Mattel版（絕版）、Jakks Pacific版和Witty [19]版)
  - 精靈少女組（意大利，分Disney Store版和Giochi Preziosi版）
  - 琵琶娃娃（Pippa Doll，英國）
  - 史迪菲‧愛（Steffi Love，德國）
  - 洛蒂娃娃（Lottie，英國）
- 中國
  - 可兒娃娃（Kurhn）
  - 羽西娃娃
  - 德法露西娃娃（Defa Lucy，白人造型）
  - 樂吉兒娃娃
  - 唐果娃娃
- 其他
  - 布萊絲（美日共同有其版權）
  - 麗芙娃娃（Liv，加拿大）
  - LaDeeDaa（加拿大）
  - ZURU閃亮女孩（ZURU Sparkle Girlz，紐西蘭）

## 相關連結
- 换衣纸娃娃
- 球體關節人形